# 나카소네 야스히로
나카소네 야스히로(일본어: 中曽根 康弘, 1918년 5월 27일 ~ 2019년 11월 29일)는 일본의 정치인이다. 제71·72·73대 내각총리대신을 지냈으며, 1947년의 제23회 중의원 의원 총선거를 시작으로 20회 연속으로 중의원 의원에 당선되며 2003년까지 56년간 의원직을 유지하였다.
구체적으로 중의원 의원 연속 20선(1947년~2003년), 제7·25대 과학기술청 장관, 제38대 운수대신, 제25대 방위청 장관, 제34·35대 통상산업대신, 제45대 행정관리청 장관, 제71·72·73대 내각총리대신, 자유민주당 총무회장, 자유민주당 간사장, 자유민주당 총재 등을 역임했다. 또한 미국과의 외교 관계에 있어서는 "야스(ヤス)"라는 별명이 쓰이기도 했다.
그의 장남인 나카소네 히로후미는 아소 내각 기간인 2008년부터 2009년까지 외무대신을 지냈으며, 손자인 나카소네 야스타카는 2017년 제48회 중의원 의원 총선거에서 자유민주당 비례대표로 출마하여 처음 당선되었다.

## 개요
군마현 다카사키시 출신으로 도쿄 제국대학(현재의 도쿄 대학) 법학부 정치학과를 졸업하고 내무성 소속 공무원이 되었으나, 1941년 당시 일본 본토 및 식민지의 3년제 관립 또는 사립 대학 이상 졸업자를 대상으로 2년간 일본 제국 해군의 장교로 채용할 수 있게 하는 "해군 단기 현역 제도"가 도입되면서 도쿄 제국대학을 졸업한 나카소네는 해군 주계 사관으로 임관되었다. 이후 1945년 8월 태평양 전쟁이 종전되자 내무성에 복귀했다. 복귀 후 잠시 관료로 활동하던 나카소네는 내무성에서 퇴직한 뒤 곧바로 정계에 입문하여 1947년 제23회 중의원 의원 총선거에 일본민주당 소속으로 군마현 제3구에 출마하여 당선되었다. 이후 나카소네는 1996년 소선거구제가 도입되어 선거구 개편이 이루어질 때까지 같은 선거구에서 18회 연속 당선되었다. 이후 1996년 제41회 중의원 의원 총선거부터는 자민당 집행부로부터 신설된 기타칸토 비례대표구의 종신 1번을 보장받고 2003년까지 비례대표 의원으로 재직하였다.
1955년 자유민주당이 창당된 이후에는 당내에서 자신을 회장으로 하는 나카소네파가 형성되는 등 자민당 내에서 세력을 키워갔다. 이후 1959년 기시 노부스케 내각에서 과학기술청 장관을 시작으로 사토 에이사쿠 내각에서는 운수대신, 방위청 장관을 지내고 다나카 가쿠에이 내각에서는 통상산업대신, 스즈키 젠코 내각에서는 행정관리청 장관을 각각 역임하는 등 각료 경험을 거쳐 1982년부터 1987년까지는 내각총리대신을 재임하였다. 나카소네의 재임 기간 동안 일본국유철도(국철)을 JR 각사로 분할 민영화, 일본전신전화공사를 일본전신전화주식회사(NTT)로 민영화, 일본전매공사를 일본담배산업주식회사으로 민영화, 일본항공의 주식을 민간에 매각하는 등 주요 공기업의 민영화가 이루어진 것이 대표적인 업적으로 꼽힌다. 또 미국의 로널드 레이건 대통령과 "론·야스" 관계로 알려진 신뢰 관계를 구축하는 등 미일 안보 동맹 체제의 강화에도 힘썼다.

## 주요 경력
- 1918년 5월 27일 - 군마현 다카사키시에서 태어남.
- 1941년 3월 - 도쿄 제국대학 법학부 정치학과를 졸업 후 고등문관시험에 합격, 내무성에 입성.
- 1941년 8월 - 해군경리학교 졸업.
- 1944년 11월 - 해군병비국 근무.
- 1945년 10월 - 군대해산에 따라 내무성으로 복귀, 관방조사부 근무.
- 1947년 4월 25일 - 제23회 중의원 의원 총선거에 군마현 제3구에서 출마해 당선.
- 1959년 6월 18일 - 과학기술청 장관에 임명(제2차 기시 개조내각).
- 1966년 12월 - 신정동지회 결성에 참여, 대표로 선출됨.
- 1967년 11월 25일 - 운수성 장관으로 취임(제2차 사토 내각).
- 1970년 1월 14일 - 방위청 장관으로 취임(제3차 사토 내각).
- 1970년 9월 14일 - 레어드 미국 국방장관과의 회담에서 미군기지의 반환 및 공동사용에 관한 문제를 협의.
- 1970년 10월 21일 - 제4차 방위력정비계획의 개요를 발표.
- 1971년 7월 5일 - 자유민주당 총무회장으로 취임(제3차 사토 개조내각).
- 1972년 7월 7일 - 통상산업성 장관 겸 과학기술청 장관으로 취임(제1차 다나카 내각).
- 1974년 12월 9일 - 자유민주당 간사장에 취임(미키 내각).
- 1977년 11월 28일 - 자유민주당 총무회장에 취임(후쿠다 개조내각).
- 1980년 8월 9일 - 행정관리청 장관으로 취임(스즈키 내각).
- 1982년 11월 25일 - 제11대 자유민주당 총재에 당선, 다음날 제71대 내각총리대신으로 지명됨.
- 1983년 1월 11일 - 현직 총리로서는 처음으로 대한민국을 공식 방문해 전두환 대통령과 정상회담을 가짐, 총 40억달러의 경제협력 지원에 합의.
- 1984년 1월 5일 - 현직 총리대신으로는 최초로 야스쿠니 신사를 참배.
- 1985년 4월 1일 - 민영화된 일본담배산업주식회사(구 일본전매공사)와 일본전신전화주식회사(구 일본전신전화공사)가 영업을 개시.
- 1985년 8월 15일 - 총리대신 자격으로 야스쿠니 신사를 공식 참배.
- 1985년 9월 22일 - 플라자 합의 채택.
- 1985년 10월 15일 - 대한민국·중국 등의 비판으로 야스쿠니 신사 추계대제의 참배를 중지한다는 의견을 표명.
- 1985년 10월 25일 - 레이건 대통령과의 회담에서 엔고·달러저를 추진하기로 합의.
- 1986년 7월 6일 - 제38회 중의원 및 제14회 참의원 선거에서 자유민주당이 각각 300석과 143석을 획득해 큰 승리를 거둠.
- 1986년 10월 28일 - 참의원 본회의에서 국철의 분할·민영화 관련 법안을 가결.
- 1987년 4월 1일 - 민영화된 JR그룹 7개사가 영업을 개시.
- 1987년 10월 20일 - 자유민주당 후임 총재로 다케시타 노보루를 지명.
- 1989년 5월 25일 - 리크루트 사건으로 중의원 예산위원회에 증인으로 소환 심문.
- 1989년 5월 31일 - 자유민주당 탈당.
- 1991년 4월 26일 - 자유민주당으로 복당.
- 1996년 - 기타칸토 비례대표구의 종신 1번을 보장받음.
- 2003년 5월 27일 - 고이즈미 준이치로 총리로부터 중의원 비례대표 73세 정년제 도입을 위해 은퇴를 요청받아 비례대표 공천을 받지 못함. 차기 중의원 선거 불출마와 의원직 사퇴 의사를 표명하여 정계로부터 사실상 은퇴.
- 2018년 - 일본 총리 경험자로서 두 번째로 만 100세가 됨(제1호는 히가시쿠니 나루히코).
- 2019년 11월 29일 - 사망(향년 101세).

## 생애

### 어린 시절

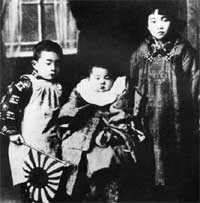
1919년, 나카소네의 1살 때 모습 (가운데)

군마현 다카사키시에서 목재 도매상을 운영하던 나카소네 마쓰고로의 차남으로 태어났다. 아버지의 목재 도매상은 3헥타르의 부지에 집과 공장이 딸려있었으며 나카소네의 학창 시절에는 근무자가 150명, 상주 가정부가 20명 정도 있었다고 알려져 있다.
다카사키시에서 소학교(초등학교)와 중학교를 졸업하고, 시즈오카현 시즈오카시에 위치한 시즈오카 고등학교를 거쳐 도쿄 제국대학(현재의 도쿄 대학) 법학부 정치학과에 입학했다. 대학 졸업 후에는 내무성에 입성하였다.

### 해군 시절

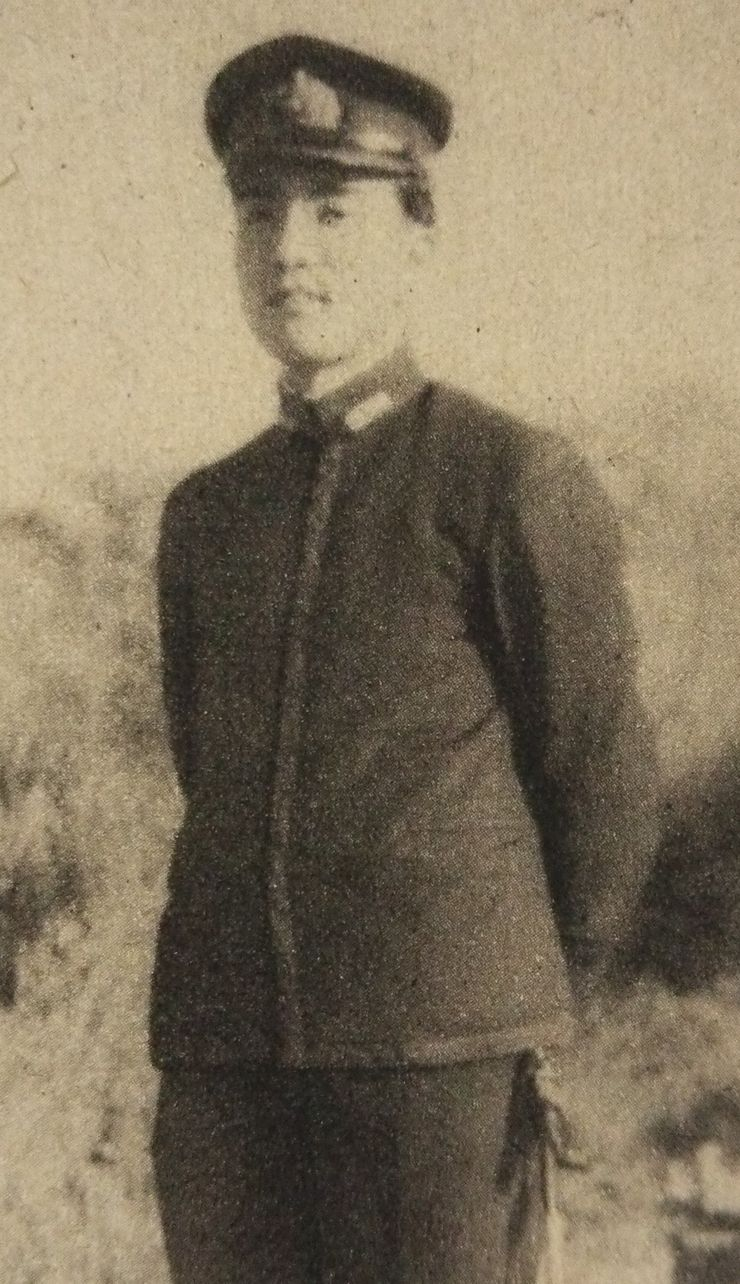
해군 시절의 나카소네

1941년, 당시 일본 본토 및 식민지의 3년제 관립 또는 사립 대학 이상 졸업자를 대상으로 2년간 일본 제국 해군의 장교로 채용할 수 있게 하는 "해군 단기 현역 제도"가 도입되면서, 도쿄 제국대학을 졸업하여 응시가 가능했던 나카소네는 일본 제국 해군 6기 2년 현역 주계과에 지원하여 해군경리학교에서 군 교육을 받은 뒤 1941년 4월 18일부로 해군 주계위로 임관되었다. 같은 해 8월 11일에는 아오바형 중순양함 2척 중 1번함(제1함대, 제6전대 소속)에 배치되었다. 이후 고치현 부근 태평양 해역에서 훈련을 받았다.
같은 해 11월 20일에는 제2설영반 반원에 보직되었다. 11월 26일에는 히로시마현 구레시에 위치한 구레 진수부(사령장관 도요다 소에무 대장, 참모장 나카지마 도라히코)에 도착하였다. 이후 진수부 참모장에 다음가는 제2설영대 주계장에 임명되어 대원 3000명과 함께 일본 제국 해군 육전대의 양식·탄약·자재 등의 물자와 육상 공격 무기 및 연료를 조달하는 임무를 수행하였다. 이 기간 동안 낮에는 물자 조달 계획을 편성하고 밤에는 물자를 수송선단에 싣는 작업을 직접 지휘하면서 잠잘 틈도 거의 없었다고 한다.
11월 29일, 수송선단이 출발하였고 나카소네는 "다이토마루"에 승선했다. 이 배에는 범죄 전과가 있거나 형이 남아 있던 사람들이 상당히 많았고, 대학을 나와 해군에서 단기 훈련만을 받았을 뿐 별다른 경험이 없어 만약 폭력 사태와 같은 불상사가 발생할 경우 대응할 방법이 마땅치 않았던 나카소네는 배의 안전과 물자 조달 계획의 안정적 수행을 위해 선원 전원을 갑판에 모았다. 이 자리에서 가장 영향력이 강한 두목 기질의 사람을 반장으로 임명하여 질서를 유지토록 하고 전과자들 중에서도 특히 그 횟수가 많은 사람들을 따로 불러 술을 함께 마시는 등 유화 관계를 조성하여 혹시 모를 불상사를 차단하기 위해 힘썼다.
같은 해 12월 8일, 태평양 전쟁이 개전되자 나카소네의 배가 포함된 수송선단은 당시 미국령이었던 필리핀 민다나오섬 다바오에 상륙하여 다바오 주변 일대를 점령하였다. 상륙 후 현지에 일본 제국 해군 전용 비행장을 건설하기 시작했는데, 이 과정에서 미군의 보잉 B-17 폭격기의 폭격을 받기도 했다.
폭격 이후 다바오 비행장 건설을 포기하고 수송선단은 보르네오섬의 발릭파판으로 향했지만 그 도중에 마카사르 해협에서 수송선단 14척 중 4척이 미군에 의해 격침되었다. 이후 수송선단의 안전을 위해 주변에서 대기하고 있던 6척이 추가로 선단에 합류하여 총 20척이 발릭파판 연안에 진입하였는데, 네덜란드군과 영국군의 합동 작전에 걸려들면서 일본군 수송선단은 완전히 포위되고 말았다. 수송선단에는 1척의 경순양함도 포함되어 있었지만 포위되었기 때문에 별다른 위력을 발휘하지 못했다. 나카소네가 승선하고 있던 배의 전후좌우 4척은 모두 폭격을 당했고, 적군의 구축함에 접근했던 일부 수송선 역시 부포와 기관총으로 공격 받아 화염에 휩싸였다. 나카소네가 모든 상황을 파악했을 때 이미 선창은 아비규환에 빠져 있었고 다수의 중상자가 있었다. 나카소네가 임명한 반장 역시 다리가 거의 절단되는 중상을 입었고, 나카소네는 반장에게 군의료장한테 직접 치료를 받을 것을 권유했으나 반장은 부하의 치료를 우선시하다가 결국 사망했다. 이 전투에서 전사한 군인들의 장례는 발릭파판의 해안에서 화장으로 치러졌다. 나카소네는 그 당시에 든 생각을 다음과 같이 시로 표현했다.
| “ | 동료를 그리워하며 철판을 메던 여름의 모래 해변 여름 바다 경례 행렬의 발걸음이 다가온다 | ” |

훗날 나카소네는 당시의 경험을 회상하며 다음과 같은 말을 했다.
그 사람들, 전사한 전우와 함께 있었던 2천명은, 말하자면 일본 사회의 전선에서 가장 고생하던 서민들이었다. 미사여구가 아니라 정말 그들의 애국심은 흐려질 기미가 보이지 않는 '진짜'라고 피부로 느꼈다. '내 몸 속에는 국가가 있다'라고 쓴 적이 있는데, 그것은 이와 같이 전쟁 중의 실제 경험이 있었기 때문이다. 이 서민의 애국심이 이후 나에게 정치인의 길을 걷게 했다.

1942년 1월 24일에 발생한 이 해전은 현재 발릭파판 해전으로 불리고 있다.
나카소네는 이후에도 직접 전투에 참여하지는 않지만 주계과 사관으로서 여러 전투에 동행했으며 1943년 8월 18일부로 주계 대위에서 가오슝 해군시설부(가오슝 경비부) 부원에 임명되었다. 1944년 11월 1일, 나카소네는 요코스카 진수부로 이동하였으며, 1945년 8월 태평양 전쟁 종전 당시 계급은 해군 주계 소령이었다.
훗날 총리 취임 이후 태평양 전쟁에 관해서는 1985년 10월 29일 중의원 예산위원회에서 히가시나카 미쓰오 위원과의 질의 응답에서 "황국사관에 찬성하지 않는다"면서도, "자학사관은 옳은 것이 아니다"라며 "단순히 미국이나 영국을 대할 때와 중국을 포함한 아시아 국가를 대할 때의 인식과 자세가 달라서 문제가 생기는 것일 뿐이다"라고 말하고 "국민 대다수는 조국의 방위를 위해 싸웠고, 일부는 반식민주의, 아시아 식민지 해방을 위해 싸웠다"라는 점을 강조했다. 나아가 "미국이나 영국과는 단순히 평범한 전쟁을 했을 뿐이지만, 중국을 포함한 대륙 아시아 국가에게는 침략을, 한국에게는 병합이라는 제국주의적 행위를 저질렀으므로 이를 반성하고 사과해야 한다"라고 답했다.

### 정계 입문
전쟁이 끝난 후 일본을 점령한 연합군 최고사령부(GHQ)에 의해 일본 제국군은 사실상 해체 수순에 접어들었고, 군인 자격이 박탈된 나카소네는 해군에 들어오기 전에 일하던 내무성으로 복귀하여 내무대신관방 사무관, 가가와현 경무과장, 경시청 경시 및 감찰관을 지냈다. 이후 관료직을 그만두고 내무성에서 나와 1947년 제23회 중의원 의원 총선거에 고향인 군마현에서 출마하여 당선되었다. 이후 1955년 보수합동으로 자유민주당이 창당될 때까지 소속 정당은 민주당, 국민민주당, 개진당, 일본민주당 순으로 이동하며 반(反)요시다 시게루 세력으로서 자주 헌법 제정, 군대 보유 금지 조항 반대를 표방하였다.
1954년 3월 2일에는 한 명의 국회의원으로서 원자력 연구 개발을 위한 예산을 상정, 이를 통과시키는 데 일조했다. 구체적으로는 과학 기술 연구 조성비 중 원자력 평화적 이용 연구 보조금이 2억 3500만엔, 우라늄 자원 조사비가 1500만엔으로 총액은 2억 5000만엔이었다. 1955년 보수합동으로 자유민주당이 창당되자 자신과 함께 정치 활동을 해온 기타무라 도쿠타로와 과거 하토야마파였던 고노파에 속했다. 1959년 제2차 기시 개조내각에서는 와타나베 쓰네오를 통해 오노 반보쿠의 신임을 얻어 과학기술청 장관으로 처음 입각했다. 이후 당내에서 두각을 보이며 소속 고노파가 분열되자 자신을 회장으로 하는 나카소네파를 결성했다.
1956년에는 「헌법 개정의 노래」를 직접 작사하여 발표하는 등 자민당 내 개헌파로 활발하게 활동하였고, 이러한 활발한 활동을 두고 언론에서는 나카소네에게 "청년 장교"라는 별명을 붙이기도 했다. 같은 해 11월 27일, 일본과 소련 간의 국경 획정과 국교 회복을 합의한 일소 공동 선언을 비준하기 위한 중의원 본회의에서는 나카소네가 자민당을 대표하여 공동 선언에 대한 찬반 토론을 벌였는데, 나카소네의 주장은 소련에 대해 비판하는 내용이 대부분이었고 공동 선언에 대해서도 "눈물을 머금고 마지못해 찬성한다"라는 등 비판적 입장을 보였기 때문에, 이에 의원석에 있던 일본사회당과 일본공산당 의원들이 항의하며 자민당 의원들과 충돌하는 사태가 발생했다. 그 결과 나카소네의 약 50분간의 연설 전문이 중의원 회의록에서 삭제되기도 했다. 실제 회의록에는 나카소네의 연설 부분이 모두 삭제되어 있고 대신 "'당을 대표하는 사람이 맞는가', '의사 진행 방해', '정회 요청'과 같은 다른 발언을 하는 사람이 많아 회의장이 소란스러움"이라고 짤막하게 기재되어 있다.
처음 중의원 의원에 당선된 1947년 제23회 중의원 의원 총선거 때 다른 후보들처럼 군중들을 모아놓고 자신을 과시하는 대신 흰색으로 칠한 자전거에 일장기를 꽂아놓고 돌아다니며 선거 운동을 한 것이 큰 화제를 불러일으킨 것부터 유명세를 탄 나카소네는 젊었을 때부터 총리직을 지향한다고 과감하게 밝히기도 했고, 헌법 개정이나 총리 직선제 주장 등 대담한 발언과 퍼포먼스를 좋아했으며 그 당시 일본인 평균에 비해 확연하게 큰 체격(나카소네의 키는 178cm로, 역대 총리 중 오쿠마 시게노부의 180cm에 이어 두 번째로 키가 큼)과 단정한 외모가 주목받으면서 일찍부터 언론과 정계에서 존재감을 드러내고 있었다. 그러나 1965년, 후쿠이현 쿠즈류 댐 시공사 선정을 둘러싼 비리 사건에 나카소네의 이름이 오르내리며 의혹을 받기도 했다. 일본공산당의 기관지 『신문 아카하타』는 나카소네가 행정관리청 장관 재임 시절인 1980년에 치러진 제36회 중의원 의원 총선거에서 후지쯔와 일본제작소에서 불법 정치 자금을 받았다고 보도하기도 했다.

### "삼각 찹쌀떡" 시절
나카소네는 1967년 제2차 사토 제1차 개조내각에서 운수대신을, 1970년 제3차 사토 내각에서는 방위청 장관을 역임했다. 이 중 운수대신으로 입각했을 때에는 입각 이전에 나카소네가 사토 에이사쿠 내각을 "우익 편중 내각"이라고 비판했음에도 불구하고 입각했기 때문에 주변으로부터 "철새"라는 야유를 받았고, 이후 이 별명이 나카소네의 대명사가 되었다.
운수대신 시절에는 나리타 국제공항 건설을 둘러싼 산리즈카 투쟁 등 여러 분쟁에 개입하였고, 1968년 4월 6일에는 도모노 다케토 지바현 지사와 함께 신도쿄국제공항공단을 찾아 신공항 조건부 찬성파와 "토지 매각에 관한 각서"를 교환했다. 또 "돈뭉치를 쌓으면 농가 따위는 금방 땅을 판다"라는 등 신공항 반대파의 목소리에 귀를 기울이지 않는 정치인의 발언들이 나오는 중에서도 나카소네는 같은 해 8월 9일 자신의 집에 예고도 없이 찾아온 시민운동가 도무라 잇사쿠 등 반대 단체 인사들을 집 안으로 들어오게 해 대화를 나누기도 했다. 또 이에 앞서 공항공단 간부의 사전 약속 없는 집 방문 때에도 나카소네는 토지 매입 단가를 올려서 밭 한 반(反) 당 일률 110만엔으로 책정하도록 했으며, 이것이 각서 체결에 결정적 역할을 했다고 알려져 있다.
방위청 장관 시절에는 방위청 사무 분야에서 권세를 휘두르고 있던 가이하라 오사무가 국방회의 사무국장으로 있을 때 신문기자 간담회에서 정부의 방위 계획에 대해 비판했다는 것이 1970년 3월 7일 중의원 예산위원회에서 밝혀졌을 때 나카소네는 "(가이하라는) 사무직이라서 정책론을 말하는 자리가 아니다. 사무국장이란 사무과장, 극단적으로 말하면 조직의 문서를 모으고 문서를 발송하면서 상부에게 녹차나 대령하는 심부름꾼에 불과하다"라는 말을 당사자인 가이하라가 동석한 가운데에서 말해 회의장을 떠들썩하게 만들기도 했다(발언 가운데 "녹차 심부름꾼"이라고 한 부분은 회의록에서 복자 처리되어 있음). 또 미시마 사건이 발생했을 때에는 이를 비판하는 성명을 방위청 장관 명의로 냈는데, 당사자인 미시마 유키오와 가까운 일부 보수계 단체나 민족파 세력, 우익 단체로부터 강한 비판을 받기도 했다. 훗날 나카소네는 자신의 저서에서 "내가 마치 미시마와 친했던 것처럼 여겨졌지만 사실 깊은 교류가 있었던 것은 아니다"라고 해명했다.
이렇게 정부 요직을 거치는 동안 나카소네는 미키 다케오, 다나카 가쿠에이, 오히라 마사요시, 후쿠다 다케오와 함께 이른바 "삼각 찹쌀떡"이라 불리며 사토 에이사쿠의 후계자가 될 "포스트 사토" 중 한 사람으로 간주되었다. 이후 사토의 후임 총리를 결정할 1972년 자민당 총재 선거 때에는 노다 다케오 등 나카소네파 소속 중진들과 후쿠다 다케오 지지파 일부에게 출마 요청을 받았고 나카소네 역시 출마할 생각을 가지고 있었지만, 중일 수교를 둘러싼 후쿠다 다케오의 반대 입장에 불만을 가지고 있던 고노 요헤이를 비롯한 소장파 의원들이 수교 찬성 입장의 다나카 가쿠에이 지지를 선언하면서, 나카소네 역시 출마 의사를 접고 다나카 지지로 돌아섰다. 나카소네의 지지는 다나카가 후쿠다를 누르고 차기 총재에 당선되는 데 결정적인 역할을 했지만, "다나카가 돈을 이용해 지지자를 포섭한 것이 아닌가"라는 언론 보도가 나오면서 이후에도 여러 억측을 불러일으키게 되었다. 이처럼 나카소네파는 당내에서 영향력이 작은 소수 파벌에 속했기 때문에 자민당 내 파벌들의 합종연횡에 휘말리기 쉬웠을 뿐만 아니라 자금 조달에도 큰 어려움을 겪었으며, 쇼쿠산 주택 사건으로 기소된 도고 다미야스가 자민당 총재 선거 때 나카소네가 자금을 제공받기 위해 일부러 자신의 회사 주식의 일부를 매매했다고 주장하면서 나카소네가 1977년에 국회 증인 소환을 받는 등 정치 활동에 어려움을 겪기도 했다.
1972년 출범한 제1차 다나카 가쿠에이 내각에서는 통상산업대신 겸 과학기술청 장관을 지냈으며, 제2차 내각에서는 과학기술청 장관을 겸임하지 않고 통상산업대신을 전임하게 되었다. 미키 내각 기간에는 내각을 떠나 당직인 자민당 간사장을 맡았으며, 이후 당내에서 미키 다케오 총리의 사임 요구가 나왔을 때는 미키파를 제외한 파벌 중에는 유일하게 나카소네파가 사임 반대 입장을 밝히기도 했다.
1976년 록히드 사건이 발생하자 나카소네의 관여 정황이 드러나 측근인 사토 고코가 체포되었지만, 당내에서 나카소네 본인에게까지 사임 요구가 나오지는 않았다. 따라서 나카소네의 관여 정황을 보았을 때 다나카 가쿠에이 등 다른 인사들에 비해 나카소네가 상대적으로 타격이 덜했다는 평가가 나왔다. 이후 야당은 물론 자민당 내에서조차 "(교도소) 담장 위를 아슬아슬하게 걸어가다가 교도소 안쪽에 떨어진 것이 다나카 가쿠에이, 바깥쪽에 떨어져 훈장까지 받은 것이 나카소네 야스히로"라는 야유가 나오기도 했다. 같은 해 제34회 중의원 의원 총선거에서는 록히드 사건을 둘러싼 의혹 때문에 하나같이 나카소네의 낙선을 예상하는 분위기였지만, 결과적으로 당선자 정수가 4명인 나카소네의 지역구(군마현 제3구)에서 당선권에서도 최하위인 4위의 득표를 하면서 간신히 당선 턱걸이에 성공했다. 이후 후쿠다 다케오 내각 기간에는 자민당 총무회장을 맡으면서 "정권의 넘버2"로 불렸고, 후쿠다의 잠재적 라이벌이었던 오히라 마사요시 간사장의 정책에 계속해서 반대하는 입장을 보이기도 했다.
1978년 자민당 총재 선거에는 "메이지 시대에 태어난 노인이 다 해먹던 시대는 이미 지났다"며 세대 교체를 호소하는 식으로 총재 선거 입후보를 선언했으며, 한때는 경선에서 나카소네가 오히라 마사요시를 제치고 2위에 오른다는 여론조사 결과가 나올 정도였지만, 예비 선거 결과 오히라가 1위에 올랐고 나카소네는 3위를 기록했다. 결과적으로 새 총재에는 오히라가 당선되었고, 제1차 오히라 내각 기간에 이루어진 당직 인선에서 나카소네가 오히라에게 간사장직을 요구하자 오히라는 역으로 나카소네에게 각료인 대장대신(현재의 재무대신)직을 제안했으나, 나카소네는 이를 거부했다. 이후 나카소네는 당내에서 오히라에 반대하는 비주류파로서 이른바 "40일 항쟁"이라고 불리는 자민당 내 주류파와 비주류파의 갈등 사태에서도 반(反)오히라 연합에 속했지만, 이후 비주류파가 오히라를 물러나게 할 최후의 방법으로 들고 나온 오히라 내각에 대한 불신임 결의안 투표에서는 자신의 파벌인 나카소네파 내부의 찬성 의견 우세에도 불구하고 일찌감치 반대 의사를 밝히는 등 미키 다케오, 후쿠다 다케오 등 다른 비주류파와는 온도 차를 보였다. 나카소네는 불신임 반대의 이유로 "불신임 결의가 통과되면 틀림없이 오히라 내각은 중의원 해산을 들고 나올 텐데, 이대로 조기 총선거가 실시되면 가뜩이나 자민당에 대한 여론이 안 좋은 상황인데 어쩔 생각인가. 주류, 비주류 할 것 없이 모두 함께 자폭하자는 것인가"라고 밝혔다. 나카소네의 이런 소신 발언 때문에 여론은 나카소네가 오히라의 후임으로 적합하다는 분위기가 강해졌지만, 결국 당내에서 다나카 가쿠에이의 신임을 얻지 못해 차기 자민당 총재 자리를 놓쳤다.
이후 스즈키 젠코 내각 기간 당내 주류파가 되며 단숨에 자민당에서 큰 영향력을 확보하게 된 나카소네는 행정관리청 장관으로 입각해 행정 개혁을 위해 힘썼고, 이에 스즈키 총리의 강한 신임을 얻게 되었다. 당초 나카소네 본인은 대장대신(현재의 재무대신)을 희망했지만, 결국 나카소네파 소속이자 자신의 후배 정치인인 와타나베 미치오가 대장대신을 차지하게 되면서 뜻을 접어야 했다. 대신 나카소네는 당시에 화두가 되고 있던 "재정 재건"의 수단으로서 행정 개혁에 여론의 관심이 모아지는 가운데 행정관리청 장관을 선택하고 그 직무에 열중하면서 훗날 총리 취임 후 국철분할민영화 등 주요 공기업의 민영화에 관한 자문을 맡게 되는 도코 도시오의 신임도 얻게 되었다.

### 총리 재임 기간

#### 총리 취임
1982년 11월 열린 자민당 총재 선거에서 나카소네의 동료인 와타나베 쓰네오는 나카소네의 총재 옹립을 위해 다나카 가쿠에이의 비서 하야사카 시게조에게 나카소네를 소개했다. 하야사카와 나카소네의 비서 고바야시 가쓰키, 와타나베 쓰네오 모두 과거 일본공산당 당원이었다는 인연이 있었기 때문이다. 이후 "일본에서 나카소네를 제일 싫어한다"라고 공언했던 가네마루 신과 화해하며 다나카파의 지지를 얻은 나카소네는 총재 선거에서 압도적인 득표로 신임 총재에 당선되었고, 선거 직후 스즈키 젠코를 이을 제71대 내각총리대신에 취임했다. "삼각 찹쌀떡"으로 불린 5명 중에서는 마지막으로 총리에 올랐으며, 이때 나카소네는 총 6번의 각료 경험과 2번의 주요 당직 경험을 거친 뒤였다. 나카소네는 "행정 개혁"과 "전후 정치의 총결산"을 정권의 슬로건으로 내걸고 1987년까지 재임하면서 역대 총리 중 7위(전후 총리 중에서는 5위, 쇼와 시대로 한정하면 3위)의 장기 집권 기록을 보유하게 되었다. 나카소네는 기존에 보편적으로 이루어져 왔듯 관료가 정책에 대한 여러 의견을 제시하면 정부가 이를 조정해 최종적으로 정책을 결정하는 방식의 조정형 정치를 하지 않고, 대신 총리 산하에 다수의 정책 자문 기관을 두어 자문을 받고 총리 본인이 직접 정책을 결정했다. 따라서 총리라기보다는 대통령에 가까운 "톱다운 정치"를 표방한 나카소네의 국정 운영 방식은 퇴임 이후에도 주목을 받으며 "대통령형 총리"라는 별명을 남겼다.
다만 정권 초반기에는 총리와 같은 파벌의 인물을 임명하는 것이 상식이라고 여겨지던 내각관방장관에 다나카파인 고토다 마사하루를 기용하였고, 자민당 간사장에는 록히드 사건에 연루된 적이 있는 니카이도 스스무를 임명하고 내각에도 다나카파 소속을 7명이나 임명하는 등 나카소네 정권 초반기에 다나카 가쿠에이의 영향력이 강했다는 점은 비판을 받는다. "다나카소네 내각", "가쿠에이(角影, "다나카 가쿠에이의 그림자"라는 뜻) 내각", "직각(直角, "다나카 가쿠에이가 직접 지휘한다"라는 뜻) 내각" 등과 같은 별명이 나온 것도 이 때문이다. 하지만 반대로 나카소네가 자민당 총재 자리에 오르는 데 다나카파의 지원이 결정적인 도움이 돠었기 때문에 어쩔 수 없었다는 시각도 존재한다. 이후 나카소네 정권에 대한 다나카의 영향력은 1983년 10월에 다나카가 록히드 사건의 1심 재판에서 실형을 선고받은 뒤 나카소네가 "이제부터 다나카 씨의 정치적 영향을 일절 배제하겠다. 정치 윤리를 고양하고, 당 체질의 근본적 쇄신에 힘쓰며, 청결한 당 문화를 확립하겠다"라는 성명을 내며 끝을 보았으나, 이후 같은 해 12월 실시된 제37회 중의원 의원 총선거에서 자민당이 과반수 의석을 획득하지 못하면서 나카소네 정권은 궁지에 몰리게 되었다. 결국 록히드 사건 직후 자민당을 탈당한 세력이 결성한 신자유클럽과 연립 정권을 구성하여 제2차 나카소네 내각이 출범하긴 했으나, 나카소네와는 정치 신념이 맞지 않는 다가와 세이이치를 자치대신 겸 국가공안위원회 위원장으로 임명해야 했다. 1984년에는 후쿠다 다케오 전 총리에 야당인 공명당과 민사당까지 가세해 나카소네를 몰아내고 니카이도 스스무 자민당 간사장을 차기 총리로 옹립하자는 주장이 나왔지만 이 주장의 선봉에 섰던 다나카 가쿠에이가 1985년 2월에 뇌경색으로 쓰러져 사실상 정치 생명을 잃었고, 고토다 마사하루 내각관방장관이 다나카파 소속이었음에도 불구하고 나카소네에게 협력하면서 정권 운영의 주도권이 사실상 나카소네의 손으로 넘어가게 되었다. 나카소네는 신자유클럽과의 연정을 끝내고 자민당 단독 정권을 회복하는 것에 집념을 보이며 중의원 해산을 강행, 1986년 7월 6일 중의원과 참의원 선거가 동시에 치러지게 되었다. 이 선거에서 자민당은 중의원과 참의원 모두 압승을 거두었다. 선거 압승의 대가로 자민당 규약 개정을 통한 당 총재 임기 1년 연장이라는 혜택을 얻게 된 나카소네는 1980년대 후반 자민당이 거의 모든 선거에서 압승을 거두는 정치 현상을 만든 주역으로서 이름을 남기게 됐다. 이 기간에 치러진 선거에서 나카소네가 "대형 간접세는 도입하지 않습니다", "이 얼굴이 거짓말하는 얼굴로 보입니까"라고 발언한 것은 국내외의 큰 주목을 받았다.
한편으로는 개헌 문제에 있어 총리 재임 기간 중에는 별다른 입장을 밝히지 않았고 개헌을 추진하지도 않았으나, "전후 정치의 총결산"을 내걸고 교육기본법과 "전후 역사 교육"의 재검토, 전후 총리 중 처음으로 야스쿠니 신사 공식 참배, 방위비 1% 한도 철폐 등 강한 우익 성향을 드러냈으며, 이에 좌익 세력으로부터 맹반발을 사며 "우익 편중", "군국주의자"라는 칭호가 붙었고, "총결산되어야 할 것은 전후가 아니라 자민당"이라는 질타를 받기도 했다. 교육 개혁에 관해서는 문부성과 일본교직원조합(일교조)의 극심한 대립 속에 더는 지체할 수 없다는 자체 판단에 따라 1984년 자신의 자문 기관으로서 "임시 교육 심의회"를 설치했다. 이후 임시 교육 심의회의 자문을 받으며 여러 교육 정책 수립을 주도하여 나카소네의 퇴임 이후인 1988년에 내각 주도로 "학습 지도 요령"의 개정을 이루었다. 이를 놓고 일본교직원조합(일교조)는 내부 분열에 빠져 세력이 급격하게 약화되었다. 세제 문제에 있어서는 정부세제조사회의 회장으로서 세수의 직간비율을 맞춘다는 관점에서 부가가치세의 도입을 주창한 가토 히로시를 비롯해 이시카와 다다오, 가쓰다 기치타로, 고야마 겐이치, 고보리 게이이치로, 니시 요시유키, 사토 세이자부로 등 자신과 생각을 같이하는 학자들을 각 자문 기관의 중심 인물로 기용해 신속한 결정을 통한 톱다운형 정책 추진에 활용했다. 그러자 자민당 내 비주류파나 야당으로부터 "어용학자의 중용"이라는 비판을 받았으며, 이는 곧 선거를 거치며 각 분야에서 전문성을 갖춘 국회의원들로 구성된 국회 상임위원회에서의 심의보다 총리가 임의로 선임할 수 있는 자문 기관에서의 심의가 더 중요하다는 뉘앙스로 비춰져 언론의 집중 비판을 받는 사태도 초래했다.
1986년에 발생한 이즈오섬 미하라산의 분화 때에는 총리 직권으로 해상보안청 소속 순시선과 남극 관측선을 출동시켜 체류자를 포함한 주민 전원 구출에 성공했다. 직권으로 지시를 내린 데 대해 소관 기관인 국토청의 관료들을 비롯해 야당은 총리의 독단적 결정을 비판했지만, 당시 내각안전보장실장이었던 삿사 아쓰유키 등은 1995년 발생한 한신·아와지 대지진 때 무라야마 내각의 초동 대처 지연과 비교하며 나카소네의 결단력과 실행력을 높게 평가했다. 또 나리타 국제공항 건설을 둘러싼 산리즈카 투쟁이 당시에도 계속되던 중이었음에도, 나리타 공항 2단계 공사 착공을 결단했다. 또 성풍속 업소의 적발과 선정적인 내용을 담은 TV 프로그램, 영화 규제에도 주력했으며 풍속영업법을 개정하여 유흥업소의 개점 구역을 대폭 제한하고, 유흥업소의 24시간 영업을 금지하며 TV 광고를 내는 것도 금지하는 등 같은 시기에 발생한 후천면역결핍증후군(AIDS, 에이즈) 소동과 함께 "일본에서 성산업은 궤멸했다"는 풍문이 나오기도 했다. 선정적 TV 프로그램에 관해서는 국회 답변에서 "우선 당분간은 이 부분에 있어서 우정성이 감독권을 가지고 있기 때문에 우정성 측에서 민영방송 관계자들과도 자주 이야기를 나누도록 하고, 그래도 불만이 있다면 위에서 직접 검토해서 좋게 처리되도록 할 것이다. 우정성에서는 그걸 잘 체크해보고, 문제가 반복되는 일이 없도록 경고를 하든지 해서 적절한 조치를 취했으면 한다"라고 말해 이후 일본 TV 프로그램에서 선정적인 내용이 많이 사라지는 계기가 되었다.
한편, 원폭 피해자들이 입원하고 있는 히로시마시의 병원을 시찰한 자리에서 "병은 마음먹기에 달렸다"라거나 "흑인은 지적 수준이 낮다", "일본에 차별받고 있는 소수민족은 없다"라는 등 나카소네 사무소 관계자가 한 발언에 대해 나카소네 사무소가 사과문을 낸 것에 대한 입장을 묻는 질문에, 여성 차별적 발언으로 여겨지는 발언을 해서 물의를 빚는 경우도 있었다.
1983년의 제37회 중의원 의원 총선거와 1986년의 제38회 중의원 의원 총선거에서는 현직 총리이면서도 지역구에서 1위로 당선되지 않았다(당시 선거 제도는 중선거구제). 이는 역대 총리로는 유일한 기록이다. 나카소네가 1위를 차지하지 못한 두 선거에서 1위로 당선된 것은 모두 후쿠다 다케오 전 총리인데, 이는 곧 전현직 총리가 같은 선거구(군마현 제3구)에서 대결했다는 것이 된다. 중선거구제 시대의 옛 군마현 제3구는 나카소네와 후쿠다 외에도 총리를 지낸 오부치 게이조와 일본사회당 서기장을 지낸 야마구치 쓰루오 등 거물들의 지역구로서 일본에서도 손꼽히는 경합 지역이었다. 또 일본에서 전직 총리가 선거에서 낙선한 사례는 가타야마 데쓰와 이시바시 단잔, 가이후 도시키가 있으나, 현직 총리가 선거에서 낙선한 적은 역사상 한번도 없다.
"하이테크 경기"나 "거품 경기"로 대표되는 일본 경제의 호황 속에 내각 지지율도 고공 행진을 이어갔고, 집권 여당인 자민당 역시 중의원과 참의원 선거에서 사상 최다 의석을 획득함과 동시에 임기 후반기에 다나카 가쿠에이의 영향력에서 벗어난 나카소네 정권은 대미 수출에 있어서 고부가가치 제품이 지나치게 호조를 보이면서 미국과의 무역 마찰 문제에 직면했고, 플라자 합의로 이러한 마찰은 해소되었지만 달러화 가치가 하락하고 엔화 가치가 상승하여 일본의 수출 경쟁력이 약화되었다. 따라서 나카소네 내각은 내수 활성화를 위해 "민간 활력"을 내세우며 국철분할민영화에 수반해 일본국유철도 청산사업단이 국철 소유의 용지를 매각하는 등 대규모로 국유지 매각을 진행했다. 이로 인해 대도시권이나 리조트 개발지를 비롯하여 일본 전국에서 땅값이 폭등했으나 이에 따른 금융긴축정책을 시행하지 않아 거품 경제를 부추겼다는 비판도 만만치 않다. 또 이런 거품 경제 하에서 횡행한 대규모 주식 투자는 이후 발각되는 리크루트 사건이나 정치인들의 비리 사건에서 불법 자금 문제가 다시 주목을 받는 원인이 되었다.

#### 외교

##### 미일, 한일 관계

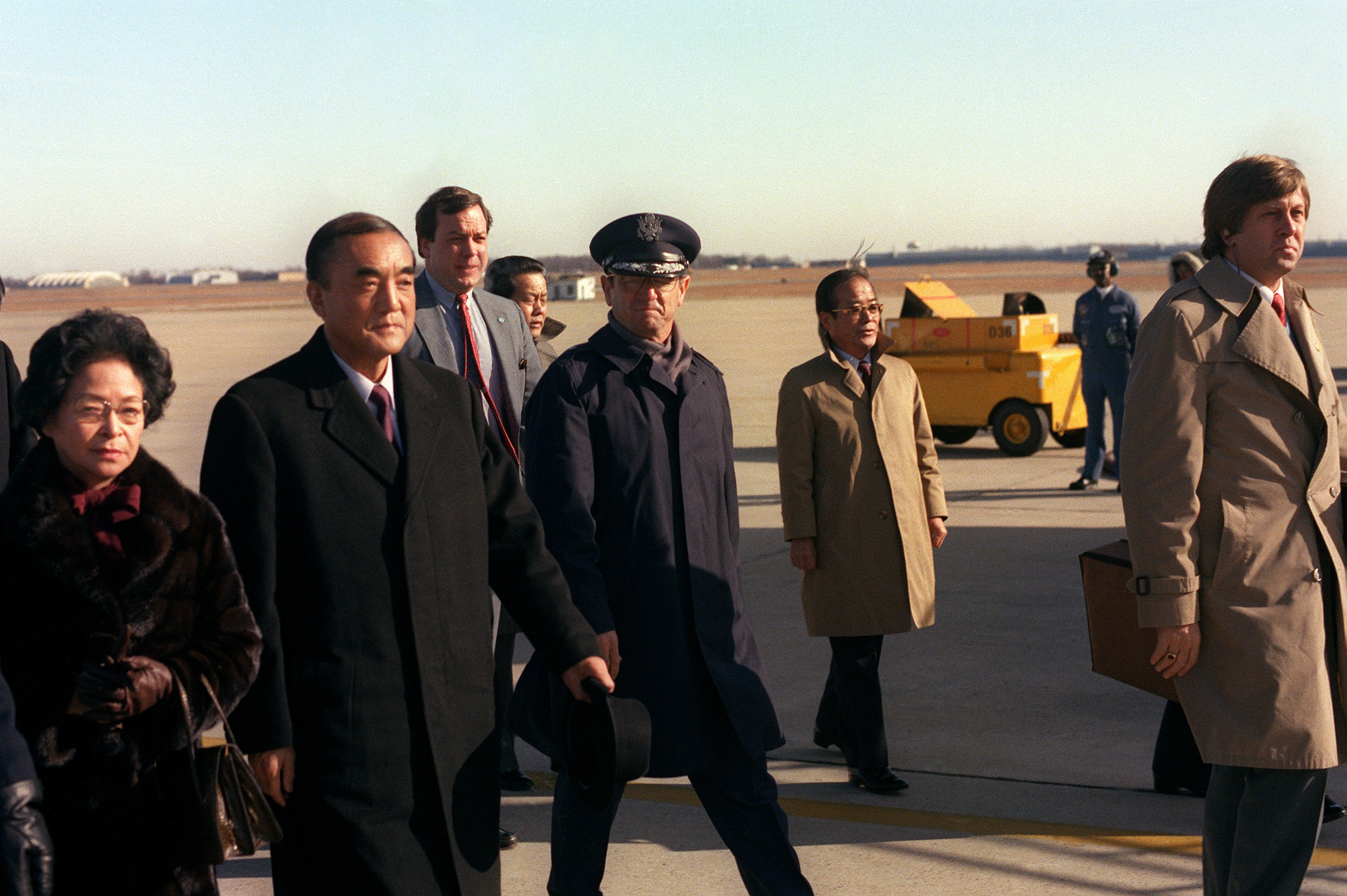
미국 방문 당시 공항에서 영접을 받고 있는 나카소네 부부(1983년 1월 21일, 앤드루스 공군 기지에서)

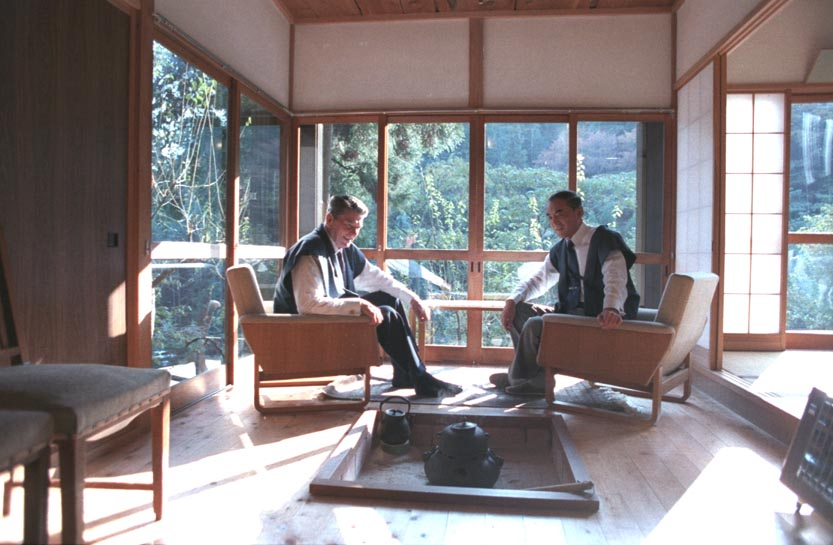
일본을 공식 방문한 미국의 로널드 레이건 대통령과 얘기를 나누고 있는 나카소네(오른쪽, 1983년)

캠프 데이비드에서 미국의 로널드 레이건 대통령과 함께한 나카소네(오른쪽, 1986년 4월 13일)

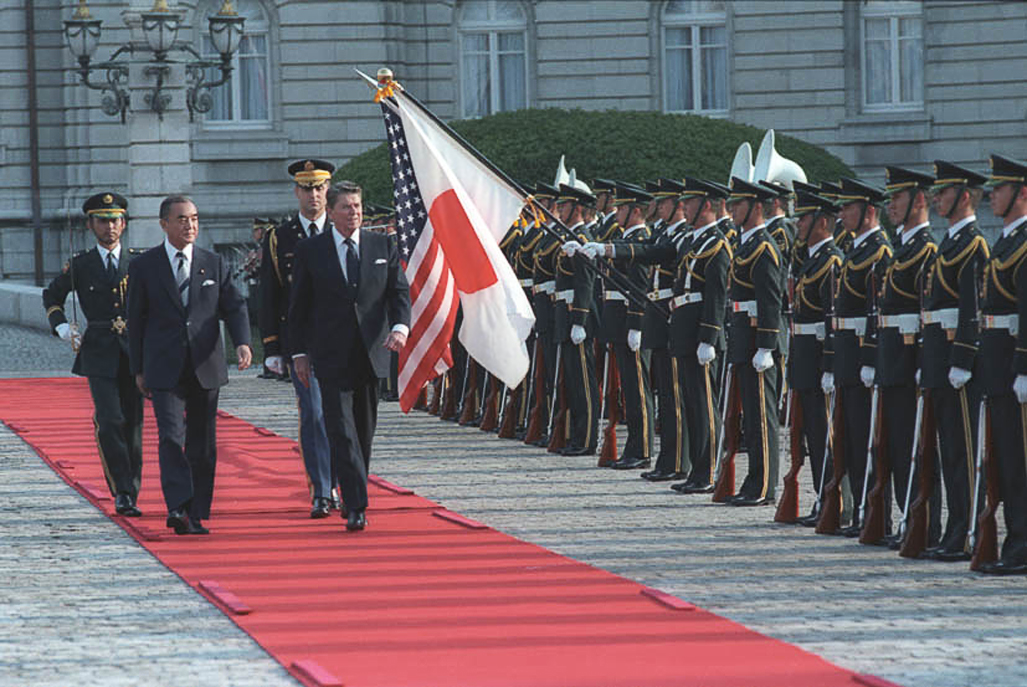
나카소네(왼쪽)와 레이건(오른쪽)
(1986년 5월 4일)

1982년 11월 나카소네의 취임 당시만 해도 미일 관계는 "최악"으로 간주되는 상태였다. 당시 상황 배경은 소련이 대륙간탄도미사일 SS20을 유럽 부근에 배치하였고, 이에 대항하는 형태로서 미국은 퍼싱 II를 실전 배치할 계획을 세우는 등 동서 냉전 구도 속에 미소 양국의 핵무력 증강 경쟁이 격화되는 상태에 있었다. 이런 가운데 미국의 로널드 레이건 대통령은 당시 동아시아 지역이 소련의 공격으로부터 사실상 무방비 상태였다는 점을 염두에 두고, 미일 공동 선언을 발표하는 자리에서 "미·일이 가치관을 일치하여 방어에 임해야 한다"라고 말하며 동아시아 방위에도 방점을 두었다.
1981년 5월, 당시 총리였던 스즈키 젠코는 유사시 일본의 해상 교통로를 보호하기 위한 "시라인(Sea line) 천해리 방위술"을 공개했지만, 방미를 마치고 일본으로 돌아오는 비행기에서 "미일 안보 조약의 내용에 군사적 협력은 포함되지 않는다"라고 발언하였고, 귀국 후에는 "미일 동맹에 군사적 측면은 없다"라고 말하며 미일 공동 성명에 대한 불만을 표출했다.
이후 열린 참의원 본회의에서는 스즈키 총리 및 미야자와 기이치 내각관방장관과 이토 마사요시 외무대신이 미일 동맹의 의미 해석을 둘러싼 의견 차로 정면 충돌하여, 결국 이토 외무상이 사임하는 전대미문의 사태로 번지게 되었다. 여기에 무기 기술을 미국과 공유하는 문제를 둘러싼 논란까지 겹치며 정국이 혼란에 빠졌다. 오무라 조지 방위청 장관이 워싱턴을 방문해 캐스퍼 와인버거 국방장관과 회담했을 때에는 미국 측에서 일본이 무기 수출을 엄격하게 제한한 "무기 수출 3원칙"을 무기 기술 공유에 있어 동맹국에 한해서는 예외로 해달라고 일본 측에 요청했으나 스즈키 총리는 이에 대응하지 않았다.
게다가 사임한 이토 마사요시의 후임인 소노다 스나오 외무상이 한국과의 관계를 해치는 사태를 불러일으키기도 했다. 당시 한국 정부는 한일 양국 간 방위 및 안보 협력 증진을 이유로 5년간 60억 달러에 달하는 차관을 일본 정부에 제공해줄 것을 요청했고, 이에 소노다 외무상은 경제 협력 분야와 차관 제공을 분리할 것을 요구하며 차관 규모를 40억 달러 이하로 대폭 삭감하였고 한국 정부는 강하게 반발하였다. 또한 소노다는 "돈을 빌리는 쪽에서 빌려주는 사람 보고 돈을 적게 빌려주는 것은 곤란하다고 말하는 것은 어불성설이다"라는 등 한국 정부의 감정을 자극하는 발언을 하기도 했다. 나카소네는 이러한 상황 속에서 만약 총리에 취임할 경우 가급적 빠른 시일 내에 외교와 관련된 민감한 사안을 해결하기로 하고 계획을 세운다.
나카소네의 총리 취임 후 1983년 1월 방미 직전 역대 일본 총리 중에는 최초로 한국을 방문하여 전두환 대통령과 정상회담을 하는 등 갈등에 빠진 한일 관계의 복원을 지향했으며, 미국과의 방위비 분담금 증액 문제와 대미 무기 기술 공유 문제에 있어서는 대장성 주계국과 내각법제국의 반대를 무릅쓰고 각각 방위비 증액과 무기 기술 공유를 강행하면서 외교 문제를 매듭짓는 성과를 거두었다.
방미 중에는 나카소네가 말한 것으로 알려진 “일본과 미국은 운명 공동체”라는 발언을 포함해 일본 열도 불침 항공모함화 및 “3해협(쿠릴·쓰가루·쓰시마) 봉쇄” 발언 등 미국이 요구해온 사항들을 실현하기로 하면서 미국과의 신뢰를 회복했으며, 로널드 레이건 대통령과 "론·야스(ロン・ヤス)" 관계로 불릴 만큼 개인적으로 친밀한 관계를 쌓는 데도 성공해 미일 양국 간 안보 협력 체제를 강화했다. 나카소네 정권의 방위력 강화 정책 중 마지막은 1987년도 예산에서 나카소네 내각이 그동안 유지해왔던 "방위비 예산 1% 범위 이내" 기조를 철폐한 것이었다. 나카소네는 국제정치학자인 고사카 마사타카의 의견을 들어 방위비 예산의 총금액을 일본의 국민 총생산(GNP)의 1% 이내로 해왔던 미키 다케오 내각 이후의 정부 방침을 포기하면서 급속한 군비 확장에 대비하도록 했다. 이 결정에 따라 일본 정부는 보다 적극적인 방위 정책의 추진이 가능해져 미국과의 안보 협력 관계가 더욱 긴밀해지는 결과를 불러왔다. 그러나 이는 일본의 미국에 대한 "안보 굴종"을 심화시켰다는 비판과 함께 "야스(나카소네 야스히로)는 론(로널드 레이건)의 잔심부름꾼(Messenger boy)"이라는 비아냥을 낳기도 했다.
또한 미일 간 수출입 증가에 따른 미일 간 통상·경제 마찰이 심화되면서 미국의 무역 적자가 더 늘어나는 상황에 대처하기 위해 정부가 일본 국민에게 수입품(특히 미국 제품)의 구입을 호소하기도 했다. 이때 정부가 수입품 구입 장려를 위해 만든 광고 문구는 "수입품을 사고, 문화적인 삶을 살자"였다.
다만 나카소네가 1986년 9월 열린 자민당 전국 연수회 강연에서 "백인을 제외한 미국인의 지적 수준은 매우 낮다"라고 발언하는 등 미국을 자극하는 일을 일으키기도 했다. 이에 미국 내 흑인(아프리카계 미국인) 및 히스패닉계 의원 단체가 강력 반발하며 미국 하원에 나카소네 비난 결의안을 제출했으나, 나카소네 본인이 사과하면서 채택이 보류되었다. 그런데 나카소네가 발언을 해명하는 과정에서 "일본은 단일 민족 국가이기 때문에 미국의 다민족 문화를 이해하는 데 소홀함이 있었다"라는 발언 때문에 일본 내 소수 민족인 아이누족 계열 단체인 홋카이도 아이누 협회가 강하게 항의하면서 당시 잠잠해져 있던 일본 내 아이누족 차별 문제가 다시 주목받기도 하였다.

##### 불침 항공모함 발언
1983년 1월, 워싱턴 포스트가 이 신문 회장 캐서린 그레이엄의 집에서 열린 조찬회에서, 나카소네가 일본 열도에 항공모함에 도입해 쓰가루 해협을 봉쇄하여 소련의 남진을 막겠다는 취지의 발언을 했다는 사실을 보도했다. 일본 정부는 동행 기자단에게 이 발언을 공개하지 않았기 때문에 사후 워싱턴 포스트의 보도를 확인한 기자들이 정부 측에 사실 여부 확인을 요구했고, 결국 발언이 사실로 밝혀지자 일본 정부가 고수해온 "전수 방위 정책"을 포기한 것이라는 비판과 함께 여러 논란을 불러일으키는 사태가 벌어졌다.
당시 워싱턴 포스트에서 본 기사 작성을 담당했던 돈 오버도퍼에 따르면 문제가 된 나카소네의 "불침 항공모함" 발언은 나카소네가 일본어로 "큰 배"라고 말한 것을 영어로 통역하는 과정에서 "항공모함"으로 잘못 번역된 것이었고, 나카소네 역시 발언 후 그러한 취지의 해명을 했다고 그는 설명했다.
그러나, 2017년 1월 12일 일본 외무성이 공개한 외교 문서에는 나카소네가 당시 조찬회에서 "일본 열도를 불침 항공모함처럼 강력하게 방어해야 한다"라고 말했다는 것이 확실히 기록되어 있어 언론 및 정치권에서 논란이 재점화되기도 했다.

##### 윌리엄스버그 G7 정상회의

미국 버지니아주에서 열린 주요 선진국 정상회의(G7)에 참석한 나카소네(오른쪽에서 세 번째, 1983년)

나카소네는 1983년 5월에 미국 버지니아주 윌리엄스버그에서 열린 G7 정상회의에 참석했다. 당시 의제의 핵심은 소련이 유럽 부근에 중거리 핵미사일 SS20을 배치함에 따라 미국이 맞대응의 형식으로서 MGM-31 퍼싱 II 준중거리 탄도 미사일을 배치해야 하는지 여부였다.
하지만 이에 적극적인 자세를 보인 것은 미국의 로널드 레이건 대통령과 영국의 마거릿 대처 총리뿐으로, 프랑스의 프랑수아 미테랑 대통령, 서독의 헬무트 콜 총리, 캐나다의 피에르 트뤼도 총리 등은 소극적인 자세를 보이면서 회의는 결렬될 기미를 보이고 있었다.
이러한 상황 속에서 나카소네는 정상들 앞에서 다음과 같은 발언을 한다.
일본은 NATO 동맹국도 아니고, 평화 헌법과 비핵 3원칙을 내세우고 있기 때문에, 기존의 정부 방침에 따라 이럴 때에는 침묵할 수 밖에 없다. 그러나 여기서는 자유 진영 각국의 결속을 강화하고 소련을 협상의 장으로 이끌어내기 위해 찬성한다. 협상이 결렬되어 이익을 얻는 것은 소련뿐이다. 중요한 점은 우리의 단결이 강하다는 것을 보여주는 것, 그리고 소련이 SS20을 철거하지 않으면 예정대로 12월까지 퍼싱 II을 배치하여 한치도 물러서지 않겠다는 자세를 취하는 것이다. 내가 일본으로 돌아가면, 당장 국회에서 일본이 언제부터 NATO 회원국이었는지, 일본의 집단적 자위권을 인정하는 것으로 태도를 바꾸었느냐고 따끔하게 공격당할 것이다. 그러나 나는 장담한다. 지금의 안보는 세계적 규모이자 동서 간에 불가분한 상황이다. 일본은 종래에 이런 종류의 토의에는 침묵해 왔다. 그러나 나는 굳이 평화를 위해 일본 국내에서 정치적 위기를 겪을 위험을 무릅쓰고 일본을 기존의 틀에서 변화시키고 싶다. 미테랑 대통령도 나의 입장을 진정으로 이해하고 동조해주었으면 한다.

이 발언을 들은 정상들은 잠시 침묵했지만, 로널드 레이건 대통령이 침묵을 깨고 "어떻게든 성명문을 만들어보자"고 제안하며 논의를 재개할 것을 주장했고, 곧이어 미국의 조지 프랫 슐츠 국무장관이 레이건 대통령의 옆으로 와 참모들에게 선언문 작성을 지시했다.
그렇게 발표된 선언에서는 소련과의 INF(중거리 핵전력) 감축 협상이 실패할 경우에는 1983년 말까지 서유럽에 퍼싱 II을 배치할 것이며 또 이를 위해 관련국 및 유럽 공동체(EC)와 협력할 것임을 밝혔고, 경제 문제에 있어서는 각국이 인플레이션을 최대한 억제하면서 경제 성장을 이루기 위한 총 10개 항의 공동 지침을 발표했다.

##### 크렘린 기밀문서
1991년 소련이 붕괴되고, 크렘린에 보관되어 있던 기밀 문서가 공개되었다. 문서에는 1983년 5월 28일부터 30일까지 미국 버지니아주 윌리엄스버그에서 G7 정상회의가 열린 직후인 5월 31일 열린 소련 공산당 중앙위원회 정치국 비밀회의 속기록 내용이 포함되어 있었는데, 여기에는 G7 정상회의에서 미국이 서유럽에 퍼싱 II를 배치하기로 한 것에 대한 소련 지도부의 충격이 반영된 내용이 있었다. 속기록에서 당시 소련의 안드레이 그로미코 외무장관은 "영토 문제 등에 있어 일본에 대해 다소 유화적으로 나설 필요가 있다"라고 주장했으며, 유리 안드로포프 소련 공산당 서기장 역시 "일본과의 관계에서 뭔가 타협을 도모하지 않으면 안 된다. 예를 들어, 쿠릴 열도에서 전략적 의미가 크지 않은 작은 섬들의 공동 개발을 추진하는 것은 어떤가"라고 하는 등 일본과의 유화 관계 조성의 필요성을 강조하는 발언이 기록되어 있었다.

##### 중일 관계
나카소네 이전부터 총리의 야스쿠니 신사 참배는 꾸준히 이루어져 왔지만, 나카소네 내각 시기에 야스쿠니 참배 문제가 중일 관계가 악화될 정도로 발전한 것은 나카소네가 총리로서 처음 종전 기념일인 8월 15일에 공식 참배를 했기 때문이다. 다만 당시에는 중국공산당 지도부 중 후야오방 총서기 등 일본에 우호적인 성향을 보이는 집단과 그 반대 세력 간의 갈등이 있었고, 그 도중에 야스쿠니 참배가 문제로 부상하면서 중화인민공화국의 항의가 거세진 것이라는 분석도 있다. 훗날 나카소네는 자신의 저서에서 "중국 내 일본 우호 세력의 입장이 안 좋아질 것을 우려해 야스쿠니 참배를 중단했다"라고 밝혔다.
나카소네는 중일 수교가 이뤄지기 전부터 일관되게 "중일 수교 지지" 입장을 취하고 있었다. 1983년 11월 후야오방 총서기가 일본을 방문했을 때 나카소네와 후야오방은 양국 간 우호를 위한 위원회를 구성하기로 합의하였고, 1984년 3월 나카소네의 방중에 맞추어 "중일 우호 21세기 위원회"가 발족하였다. 발족 이후 같은 해 9월에 제1회 모임을 가진 이후 이 위원회는 지금까지 총 15번의 전체 회의를 개최했으며 여러 성과를 도출했다. 제1회 회의(1984년)에서는 중일 양국의 청년 교류의 거점으로서 "중일 청년 교류 센터"를 베이징에 건설할 것을 양국 정부에 제안했으며, 이 제안은 나카소네와 중국 정부의 동의를 얻어 다케시타 노보루 총리 재임 기간인 1991년 5월에 센터가 문을 열었다. 나카소네는 총리 퇴임 후에도 중일 관계 개선에 힘썼고, 1989년 발생한 톈안먼 사건 이후 일본 정부가 중국에 대해 제재를 선포하자 스즈키 젠코, 다케시타 노보루와 함께 제재 해제를 정부에 요구하기도 했다. 이후 2008년 "중일 청년 세대 우호 대표단"의 단장으로서 중국을 방문했을 때는 후진타오 국가주석과 회담을 가졌으며, 그 답례로 2009년에 시진핑 당시 중국 국가부주석이 일본을 방문하기도 했다.

#### 공기업 민영화 추진
나카소네 내각은 전후 자민당 정권 중 가장 신보수주의·신자유주의 색채가 짙은 내각이었다. 나카소네 내각은 일본전매공사, 일본국유철도(국철) 및 일본전신전화공사 등 3개 공기업을 민영화시켰다. 또 오랜 기간 동안 전체 주식 중 정부가 절반을, 민간이 절반을 소유하고 있었던 국책 항공사인 일본항공의 완전 민영화를 추진했다.

#### 총리 퇴임
1986년 중의원과 참의원 선거가 동시 실시되어 자민당이 압승을 거두었지만, 선거 이후 나카소네는 정치적으로 궁지에 몰리게 되었다. 후지오 마사유키 문부대신이 나카소네의 "자학사관은 부적절하다"라는 발언을 비판하는 글을 잡지에 게재했다가 경질되는가 하면, 나카소네 본인 역시 "흑인은 지적수준이 낮다", "일본은 단일 민족", "여자가 쓴 글이니까" 등의 여러 실언이 도마 위에 올랐고, 나아가 선거 기간 도중 나카소네가 "대형 간접세는 도입하지 않습니다", "이 얼굴이 거짓말하는 얼굴로 보입니까"라며 도입하지 않을 것처럼 말하던 부가가치세를 선거 이후에 돌연 도입하겠다고 선언하면서 "공약 위반"이라는 비난이 쏟아지고 내각 지지율이 급락했다.
이후 1986년 말, 익년인 1987년도 예산을 심의하는 과정에서 여야 대립이 격화되어 자민당에 대한 여론이 악화, 익년 4월에 실시된 통일지방선거에서 자민당이 패배하는 등 나카소네 정권은 위기에 몰렸다. 이후 자민당 3역(간사장, 총무회장, 정무조사회장)의 퇴진을 요구하는 목소리가 커지고 나아가 내각 총사퇴론까지 나오기 시작했다. 여론이 갈수록 악화되자 나카소네는 1987년 5월 부가가치세 도입을 철회하겠다고 선언하지만, 이후 열린 미일 정상회담에서 나카소네가 준국빈 대우를 받은 것과 달리 미국 하원 본회의에서 무역 상대국인 일본에 대한 흑자 삭감을 요구하는 포괄 무역 법안이 찬성 290표, 반대 137표로 여유롭게 통과되는 등 대미 관계에 있어서도 위기에 몰렸다. 이에 미국 NBC가 "나카소네 총리는 '매우 특별한 인사'를 받았다"라고 비꼬기도 했다.
그러나 지방선거에서 자민당이 패배한 것과 부가가치세 도입을 둘러싼 논란은 아이러니하게도 자민당 당내 결속이 강해지는 결과를 불러온다. 자민당 집행부는 당내에서 더 이상 갈등이 일어나서는 안 된다는 데 의견을 같이했고, 나카소네의 후임이 될 차기 자민당 총재는 선거가 아닌 "합의 추대"의 방식으로 정해야 한다는 분위기가 생겨났다. 나카소네는 이를 이용해 차기 총재 후보로 거론되던 유력 후보 3명을 교묘한 방법으로 분열시켰고, 7~8월경이 되자 나카소네 내각의 지지율이 회복되는 양상을 보이면서 나카소네의 당내 입지 역시 회복, 차기 총재를 나카소네 본인이 직접 정하게 하는 방향으로 유도하는 데 성공했다. 이후 나카소네는 이른바 "뉴리더"로 불리던 다케시타 노보루, 아베 신타로, 미야자와 기이치 가운데 다케시타를 후계자로 지명하고 1987년 11월에 약 5년간의 재임을 마치고 총리직에서 물러났다.

### 리쿠르트 사건
총리 퇴임 후인 1989년, "전후 최대의 비리 사건"이라는 별명이 붙은 리크루트 사건이 일본 정계를 강타했다. 이는 일본의 부동산 회사인 리쿠르트 코스모스사가 일본의 정재계 인사 76명에게 자사 미공개 주식을 뇌물로 공여한 사건으로, 사건 수사 과정에서 나카소네의 개입 정황이 드러나자 야당은 국회에서 예산 심의를 계속해서 이어나가는 대신 나카소네의 증인 심문을 요구했으나 나카소네는 이를 거부했다. 뇌물을 받은 76명에 포함된 다케시타 노보루 총리는 사태 발생 직후 사임했고, 나카소네 역시 "리쿠르트 사건에 책임을 지겠다"라며 자민당을 탈당했다.
이후 몇 년 되지 않아 자민당에 복당한 나카소네는 1994년 비자민·비공산 연립정권인 하타 쓰토무 내각이 붕괴한 뒤 자민당 집행부가 일본사회당 소속의 무라야마 도미이치를 총리로 하는 자민당·사회당·신당 사키가케의 3당 연립 정권을 구성하기로 합의하자 이에 반발하여, 오자와 이치로와 함께 가이후 도시키를 독자 총리 후보로 내세웠지만 실패하고 말았다. 이에 나카소네가 당을 배반했으니 징계 처분을 내려야 마땅하다는 자민당 내 일부 세력의 주장도 있었으나, 결국 자민당 집행부는 그동안 나카소네가 당을 위해 공헌한 면을 평가하여 불처분 결정을 내렸다.
한편 하토야마 유키오 등 자민당 내 개혁파 의원들은 리쿠르트 사건을 계기로 정관계 유착의 근절을 목표로 하고 "유토피아 정치 연구회"를 당내에서 설립하여 사건에 연루된 나카소네 등을 규탄했다. 이후 자민당 내 개혁파의 지도자 격인 하토야마가 자민당을 탈당하여 신당 사키가케를 거쳐 1996년에 재야 세력과 민주당을 창당하자 나카소네는 "정치는 우애니 뭐니 하며 아름다운 말을 하고 있지만, 말에 알맹이가 없고 어설픈 측면이 있다. 소프트 아이스크림처럼 금방 녹아 버릴 것이다"라며 하토야마를 비판했다. 그러자 하토야마는 "소프트 아이스크림도 여름에는 맛있다"라고 받아쳤고, 이에 하토야마가 강조한 "우애"라는 단어가 1996년 일본 유행어 대상에 선정되기도 했다.

### 이후의 정치 활동
1991년 걸프 전쟁 당시에 나카소네는 중동 특사로 임명되어 당시 사담 후세인 이라크 대통령과 회담하고 일본인 인질 전원 석방을 이루어내는 데 성공했다. 1996년에는 당시 제41회 중의원 의원 총선거에서 소선거구제 및 비례대표제 병립제가 처음으로 도입되자, 나카소네는 이전 자신의 지역구였던 군마현의 소선거구에서 출마할 자민당 후보 지위를 다른 후보에게 넘기는 대신 새로 신설된 기타칸토 비례대표구에서 자민당의 종신 1번을 보장 받는다. 1997년에는 나카소네가 헌정 사상 4번째로 50년 이상 국회의원으로 재직한 사람이 되었으며, 이에 의원 재직 50주년 기념으로 같은 해 4월 대훈위 국화대수장을 수여받았다. 같은 해에 출범한 제2차 하시모토 개조내각에서는 자신의 심복인 사토 고코의 입각을 이루어냈으나, 입각 직후 사토의 록히드 사건 연루 혐의가 최고재판소에서 최종 유죄로 확정되면서 11일 만에 사퇴했으며, 이에 하시모토 내각 및 자민당의 지지율도 타격을 입어 1998년 실시된 제18회 참의원 의원 통상선거에서 자민당이 참패하면서 하시모토 류타로 총리가 사퇴하는 상황에 이르렀다. 이후 몇 십 년간 이어져 온 나카소네파에서 야마사키 다쿠가 이끄는 "긴미라이 정치연구회"로 일부 의원들이 빠져나가면서, 나카소네파는 1999년 가메이 시즈카, 히라누마 다케오가 이끄는 가메이파와 합병하여 "시스이카이"가 만들어졌다. 나카소네는 시스이카이의 최고 고문으로 취임했다.
이후 나카소네는 2003년 정계 은퇴 시까지 눈에 띄는 활동을 하지 않고 의원직만 유지했으며, 국회 본회의 참석 때에는 회의 내내 본회의장 맨 끝부분에 있는 통칭 "장로석"에 앉아만 있다 회의가 끝나면 나가기를 반복했다. 어느 날에는 나카소네가 미야자와 기이치, 다케시타 노보루와 장로석에 앉아 함께 졸고 있는 모습이 언론사 카메라에 포착되었고, 이에 한 언론사가 "국회의원의 세대교체가 전혀 이루어지지 않고 있음을 상징적으로 보여준다"며 비판적 논평을 내기도 했다.

### 정계 은퇴
나카소네는 1996년 제41회 중의원 의원 총선거 때 선거 제도가 바뀌어 비례대표제가 도입된 이후부터 기타칸토 비례대표구의 자민당 종신 1번을 유지하고 있었다. 자민당에서는 "국회의원 세대교체"를 목표로 2000년 제42회 중의원 의원 총선거부터 비례대표 의원에 한해 73세 정년제가 도입되었는데, 이에 하라 겐자부로, 사쿠라우치 요시오 등 당시 73세가 넘은 의원들이 정계에서 은퇴했지만, 나카소네와 미야자와 기이치는 특례로 73세 정년제 대상에서 제외되면서 둘은 의원직을 유지했다. 하지만 선거 이후 나카소네의 출신지인 군마현을 비롯한 자민당의 각 도도부현 지부에서 "일부에게만 특례를 줘도 되는 것인가"라는 등 비판이 제기되어 고이즈미 준이치로 총재는 나카소네와 미야자와에게 은퇴를 권고했다. 그러나 한 번 당 집행부가 특례를 주기로 약속한 것을 고이즈미가 일방적으로 파기하고 나카소네에게 은퇴를 권고한 것은 당내 일각에서 "매우 무례하다"라는 비판도 불러왔고, 나카소네 역시 고이즈미의 은퇴 권고를 "정치적 테러"로 규정하고 강하게 반발했으며, 이후 열린 기자회견에서도 "선거 출마를 하지 않을 수는 있어도 정계 은퇴는 하지 않는다"라고 공언하기도 했다.
그러나 결국 나카소네는 당 집행부의 집요한 은퇴 요구를 마지못해 받아들여 2003년 제43회 중의원 의원 총선거에 출마하지 않을 것임을 밝히고 정계 은퇴를 표명, 56년간의 정치 인생을 마감했다. 이때 고이즈미의 지시를 받고 직접 나카소네를 찾아가 은퇴를 권유했던 사람이 당시 당 간사장이었던 아베 신조였다. 당시 나카소네는 아베에게 "당 집행부의 판단에 따른다면 나는 56년간 이어 온 의회인으로서의 인생에 종지부를 찍게 된다. 지금까지의 경위로 보아 고이즈미 총리가 이를 판단하고 결정했을 것이다. 그 판단을 합리적으로 설명하고 나를 납득시켜주기 바란다"라고 말했고, 이에 아베가 "어떻게든 이해해달라"며 고개를 숙이자 다시 나카소네가 "너도 가난에 찌들었구나"라는 농담을 한 뒤 "아베 너는 간사장이잖아. 간사장이 하는 일은 당이 선거에서 이기게 만드는 것이다. 온 힘을 다해라. 나도 너를 응원하겠다"라며 아베를 격려했다.

### 은퇴 후
나카소네는 개인 사무소를 본인 명의의 "세계평화연구소" 내에 두고, 연구소의 회장을 맡으면서 "나카소네 야스히로상"을 창설하고 세계 평화와 안보에 관한 연구 업적이 큰 사람에게 수여했다.
또한 2004년부터 2014년까지 10년 동안 닛폰 TV에서 방송된 나카소네의 이름을 딴 대론 프로그램 "본심 격론! 나카소네의 장"의 진행을 맡기도 했다.
2005년 10월 28일에는 자민당 신헌법 기초위원회가 새 헌법 초안을 발표했다. 나카소네가 전문 소위원장으로서 전문을 손봤지만, 최종적으로 발표된 초안에서는 심의 과정에서의 내용과는 약간 차이가 있었다.
2007년 3월 23일 오후에 블룸버그 통신 본사에서 열린 일본 외국인 특파원 협회에서 나카소네는 기자회견을 갖고 당시 미국 하원에 위안부 문제에 관한 일본 정부의 사죄를 요구하는 결의안이 제출된 것에 대한 질문에 "일본군의 위안부 강제 동원 사건에 대해서 개인적으로 알고 있는 것은 아무것도 없다. 신문에서 읽은 것이 전부다"라고 말했다. 또 자신의 회고록에서는 과거 자신이 해군 장교였던 시절을 회고하며 사람들로 가득했던 수송선에서의 기억에 대해 다음과 같이 밝혔다.
3천 명 정도의 대규모 부대였다. 그런 그들을 위해 나는 고심 끝에 바둑을 둘 수 있는 휴게소를 만들어 주었다. 그들은 마치 대야 속에 북적이는 고구마와 같았다. 비굴한 면도 있고, 교활한 면도 있었다. 그리고 나 자신 역시 그 고구마 중 하나로서 인파에 섞여 들어 온 것이었다. 그러나 이들 민중도 비극의 클라이맥스에서는 내가 임명한 후루타 반장처럼, 혹은 사사키 종병처럼 인간의 존엄성을 생생히 보여주는 귀한 존재였다.

위안부 문제에 있어 위안소에서 여성들에게 군인을 상대로 한 성적 행위를 강요한 것이 맞느냐는 질문에는 "군수 물품 생산원들을 위한 오락 시설로서 설치한 것이다", "군인들이 바둑을 치는 등의 휴게의 목적으로 설치한 것이 맞다"라고 설명했다. 한편 나카소네가 주계장을 맡았던 해군 항공기지 제2설영반에 관한 자료를 방위청이 정리하던 도중 제2설영반이 발릭파판에서 비행장을 건설한 이후 뒤이어 위안소가 건설되었다는 기록이 발견되었다. 2011년에는 제2설영반이 수송 업무에 들어가기 전 주둔했던 고치시의 시민단체가 "주계장의 지시에 따라 현지 원주민을 모집한 뒤 위안소를 개설했으며, 이에 관해 '군인의 사기 진작에 매우 효과가 있다'라고 기재되어 있다"라는 입장을 발표했다고 일본공산당의 기관지 『신문 아카하타』가 보도했다.
2008년 9월 3일에는 『요미우리 신문』 조간에 당시 총리직에서 사퇴할 의사를 밝힌 후쿠다 야스오에 관한 글을 기고했다. 글에서 나카소네는 "우리 선배 정치인의 입장에서 보면 2세, 3세 정치인은 배짱이 없고 근성이 약하다고 느껴진다. 왠지 뿌리부터 용맹함이 부족한 느낌이 든다"라고 말했다.
2008년 12월 7일에는 자택에서 넘어지면서 오른쪽 어깨가 골절되는 부상을 입어 병원에 입원했지만 완쾌하고 2009년 3월 7일 열린 하토야마 이치로 사후 50년 기념식에서도 연설하는 등 공개 활동을 재개했다. 같은 해 10월, 갑자기 사망한 나카가와 쇼이치 전 재무대신의 영결식장에서는 다른 이의 부축을 받지 않고 자력으로 분향을 하는 등 90세가 되어도 건강한 모습을 보였다.
2013년 12월 4일에는 국회 근처의 호텔 뉴 오타니 도쿄에서 95세를 맞이한 나카소네의 축하회가 열렸는데 행사를 기획한 야마구치 도시오 전 노동대신 외에도 야마사키 다쿠 전 간사장, 이부키 분메이 중의원 의장, 이시바 시게루 간사장, 이시하라 노부테루 환경대신, 후루야 게이지 국가공안위원장, 시마무라 요시노부 전 농림대신, 니카이 도시히로 중의원 예산위원장, 가메이 시즈카 전 국민신당 대표, 와타나베 요시미 모두의 당 대표가 참석했다. 외국 방문 중이었던 무라카미 마사쿠니 전 노동대신이나 병상에 있는 요사노 가오루 전 관방장관을 제외하면 옛 나카소네파의 주요 인물들이 모두 참석한 것이어서 언론에서는 "사실상 나카소네파 동창회"로 간주되기도 했다.
2015년 5월에는 97세 생일을 맞았지만, 같은 해 8월 7일 요미우리 신문에 전후 70년을 맞아 장문의 기고를 하는 등 건재를 과시했다.
2017년 5월에는 99세 생일을 맞았다. 이에 오자키 유키오 기념재단은 공식 페이스북을 통해 "2003년 자민당 비례대표에서 73세 정년제가 도입되지 않았다면 나카소네 전 총리는 아마 오자키의 연속 25회 당선, 63년간 의원직 재임의 기록을 이미 갈아치웠을 것이다"라는 코멘트를 남겼다. 이는 나카소네가 의원직을 사퇴하지 않고 계속해서 비례대표 종신 1번 지위를 유지했을 경우 2011년에 의원 재직 64년을 달성하게 되며 2017년 제48회 중의원 의원 총선거에서는 26회 연속 당선을 이루게 돼 오자키의 모든 기록을 넘어설 수 있다는 계산에 따른 것이었다.
2018년 5월에는 일본의 역대 총리 역임자 중 헌정 사상 두 번째로 100세 생일을 맞게 되었다. 관계자에 따르면 이 시기에 나카소네는 팔다리가 쇠약해졌지만, 도쿄도 내의 사무소를 주 2회 정도 방문해 서류를 정리하고 손님을 접견했다고 한다.
2019년 11월 29일, 나카소네는 노환으로 인해 사망했다. 향년 101세.

## 정치적 입장

### 헌법 개정
개헌을 본인의 "평생 숙원"으로 여겼다. 정계 은퇴 이후에도 "신헌법제정의원동맹"의 회장을 맡는 등 개헌에 대한 의지를 보였다. 그러나 개헌을 추진하기 위해서는 국민적 공감대를 형성하는 것이 무엇보다 중요하다고 강조한 바 있다.

### 고이즈미 내각에 대한 평가
고이즈미 내각의 최대 업적으로는 "아프가니스탄, 이라크에 자위대를 파병한 것"을 꼽았으며, 최대 잘못은 "참의원에서 부결된 우정민영화 법안을 무리하게 재추진하기 위해 중의원을 해산한 것"이라고 지적했다. 고이즈미의 우정민영화에 대해 나카소네는 "고이즈미 내각은 정치의 바른 길, 예를 들면 재정 및 행정 개혁이랄지 교육 개혁 같은 것을 이룬 게 아니라 그저 우정 사업을 민영화했을 뿐이다. 사실 우정민영화는 고이즈미 내각 이전부터 정부 내에서 그 필요성이 제기되어 왔던 것인데, 그걸 고이즈미 내각이 주워 먹었다. 그러고는 "극장 정치"의 소재로서 재미있게 써먹었던 것이다. 내 생각에는 그런 게 바로 '인상파 정치'인 것 같다 (웃음)"라고 인터뷰에 답하기도 했다.

## 인물별 평가
와타나베 쓰네오
"내가 평기자이고, 나카소네 씨가 아직 정치 신인이었을 때부터 매주 토요일에는 어김없이 독서 모임을 했고, 책을 읽는 데만 열중했다. 밤에 둘이서 술을 마실 때도, 대화는 온통 독서 이야기, 정치 이야기 뿐이었다. 그 같은 공부인, 독서인은 다른 것은 알려고 하지 않았다. 고이즈미 총리 때 마음대로 비례대표 정년제를 만들어 나카소네 씨가 국회의원직에서 85세에 억지로 은퇴했을 땐 정말 화가 났다. 나는 그의 겸손한 생활에 감명받고 있다. 나에게 그 이상으로 경애한 인물은 없다."
니카이 도시히로
"나라에 큰 문제가 있을 때마다 나침반 역할을 했다. 항상 상황의 전체적 흐름과 역사적 배경을 고려하며 판단한 정치인이었다."
오자와 이치로
"말 그대로 전후 정치를 총결산한 훌륭한 지도자였다."
후와 데쓰조 (전직 일본공산당 위원장)
"총리 재임 중에는 치열한 논쟁을 벌였다. 정치적으로 대립하는 입장에 있었지만 솔직한 토론을 할 수 있는 정치인이었다."
에다노 유키오
"학식이 넘치고 의연했다. 배울 점이 많은 정치 선배였다."
다마키 유이치로
"등에 '일본'이라는 척추가 곧게 뻗은 기개 있는 정치인이었다."
시모무라 하쿠분
"전후 역사에 길이 남을 대재상이다. 그의 생전에 헌법 개정을 못한 것은 후배 정치인의 책임이다."
야마구치 나쓰오
"자민당을 기초부터 설계한 원조 당인파이다. 시대의 격랑을 극복하고 국민에게 무엇인가를 남겨주겠다는 기개를 가지고 일했다."
오시마 다다모리
"시대를 읽는 깊은 통찰력과 확고한 신념 및 뜻을 가지고, 그것들을 실현하기 위해 유연하고 대담한 정치 수법을 사용한 위대한 정치인이었다."
가사이 요시유키 (나카소네의 대학 후배)
"국철분할민영화는 나카소네 전 총리의 리더십이 있었기에 실현될 수 있었다. 그 결과 철도가 오늘날 엄청난 발전으로 이어졌다는 점에서 매우 큰 공적이라고 할 수 있다."
다나카 시게루
"정치인으로서 무엇을 해야 할지 확고한 신념과 뚜렷한 비전을 가지고 있었다. 그에게 결연, 존연, 수연의 '삼연'을 소중히 여기라는 말을 들은 적이 있다. 국철 개혁 등을 실현하면서 한편으로는 인연을 소중히 여기는 면이 있었다. '역사로부터 배우라'라고도 자주 말했었다. 지극히 일본인적인 합리주의자였다."
후루카와 데이지로 (전직 후생성 관료)
"내가 일했던 여러 내각 중 고토다 마사하루 씨가 관방장관을 지낸 나카소네 내각이 가장 좋은 내각이었던 것 같다. 해야 할 일이 명확했으며 그것을 의연하게 실천하는 내각이었다."
호리 고스케
"파벌은 달랐지만 나카소네 총리가 잘 챙겨주었다. 매사에 매우 적극적으로 노력하는 사람이었다. 한동안 그의 인정을 못 받다가 야당 시절에 자민당의 헌법 개정 초안을 마련해 발표한 뒤, 비로소 인정을 받았다."
이나바 야마토
"근래 대부분의 총리들과는 달리 본인의 생각을 말로만 밝히는 것이 아니라 실행에 옮기는 편이었다. 그에게서 정치인은 신념을 가지는 것이 중요하다고 배웠다. 국민과 국가의 앞날을 늘 진심으로 생각하셨던 분으로, 곧 '국사(國士)'였다."
스즈키 데쓰오 (저널리스트)
- "그가 말하는 개헌론에는 반드시 '국민 모두가 개헌 논의에 참여해야 한다'라는 원칙이 있었다. 현재의 개헌 논의를 보면 여당이나 야당이나 개헌을 나가타초(국회)에서의 정쟁의 도구로밖에 생각하지 않는 것 같다. 그런 차원에서 접근하지 않고, '헌법은 국민의 것'이라는 대전제를 결코 무너뜨리지 않고 그 바탕 위에서 개헌을 추진해야 한다는 것이 나카소네 씨의 개헌론의 특징이다."
- "그의 별명인 '풍향계'는 '상황에 따라 본인의 신념을 쉽게 바꾼다'라는 부정적인 의미로 사용되고 있지만, 한 가지 분명한 건 그가 '현실주의자'였다는 것이다. 자신의 이상이나 신념이 있어도 그것만으로는 정치를 움직일 수 없다. 이상과 현실을 잘 구분하는 것이 정치인의 기본 자세이다. 나카소네 씨가 그 균형을 잃지 않았기에 총리가 되어서도 국철이나 전철공사 민영화 등의 핵심 정책을 실현할 수 있었다고 생각한다."
나카소네 쓰타코 (나카소네의 배우자)
"결혼 사기를 당했다. 관료와 결혼하면 평온한 생활을 할 수 있을 것 같아서 시집온 것이었는데, 중간에 나와 무엇 하나 상의도 없이 자기 마음대로 관료를 그만두더니 정치인으로 변신했다. 결국 선거 치르느라 평온한 삶은 물 건너갔다."

## 역대 선거 결과
|  | 25.7% |

|  | 16.3% |

|  | 22.4% |

|  | 20.5% |

|  | 26.5% |

|  | 22.0% |

|  | 24.2% |

|  | 26.2% |

|  | 21.4% |

|  | 29.4% |

|  | 24.3% |

|  | 13.7% |

|  | 23.6% |

|  | 23.7% |

|  | 30.0% |

|  | 28.1% |

|  | 19.8% |

|  | 22.0% |

|  | 32.7% |

|  | 28.3% |

## 같이 보기
- 제1차 나카소네 내각
- 제2차 나카소네 내각
- 제2차 나카소네 내각 제1차 개조내각
- 제2차 나카소네 내각 제2차 개조내각
- 제3차 나카소네 내각